# Christoph von Neuenkirchen

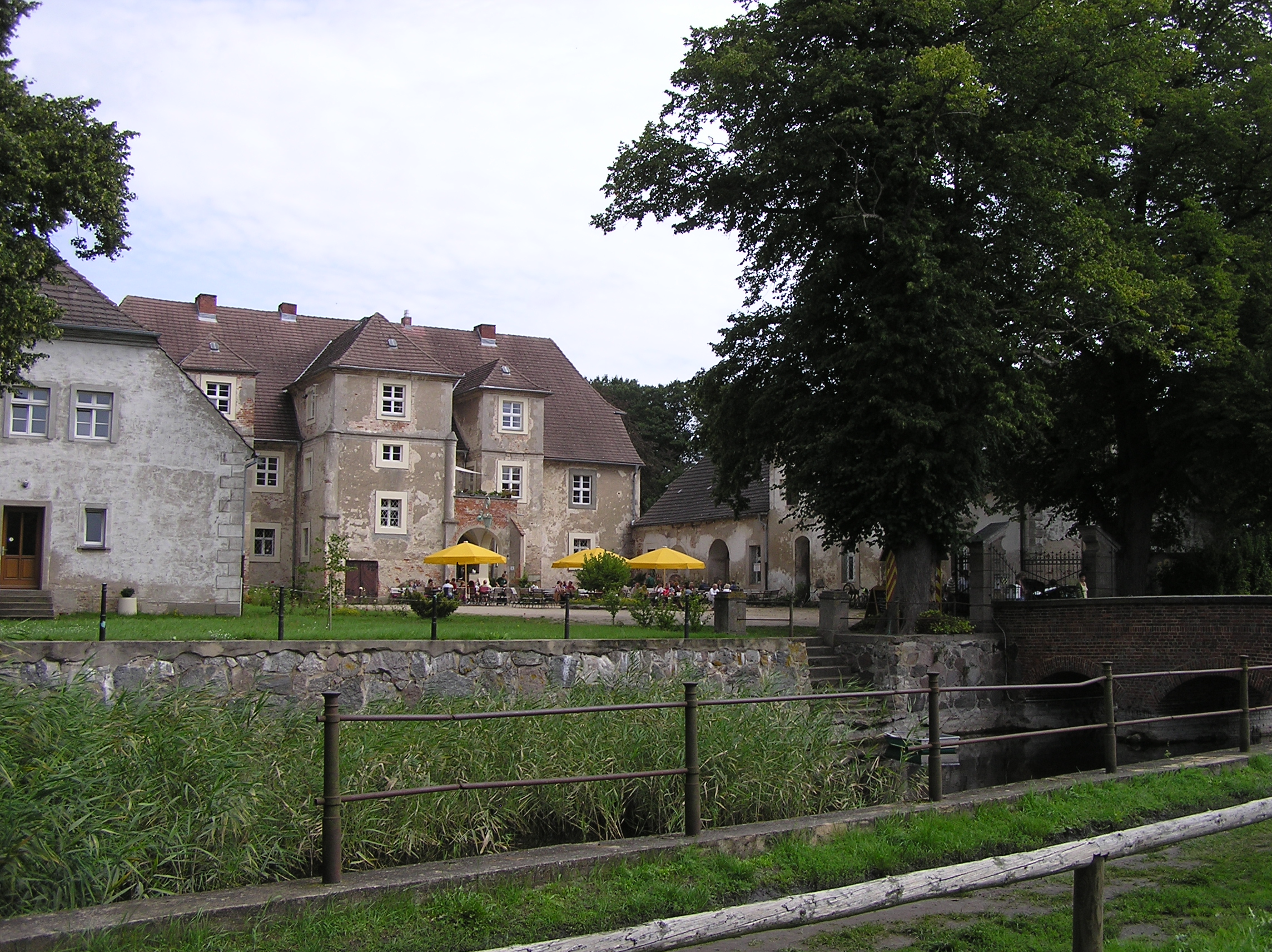
Wasserschloss Mellenthin

Christoph von Neuenkirchen, auch Neikirch, (* 25. Juli 1567; † 9. Juni 1641 in Lübeck) war letzter Spross einer pommerschen Adelsfamilie und Rat der Herzöge von Pommern.

## Familie
Die uradlige pommersche Familie von Neuenkirchen besaß seit 1336 die Güter Mellenthin und Gothen auf Usedom und seit 1426 Vorwerk, letzteres zwischen Greifswald und Wolgast gelegen. Der Familienname steht wahrscheinlich in Zusammenhang mit dem Stammsitz der Familie in der Gegend um Neuenkirchen (bei Anklam), wo ihr bereits im 14. Jahrhundert auch die Müggenburg gehörte, die sie später aber wieder verlor.

## Leben
Christoph von Neuenkirchen war der ältere Sohn des Junkers Rüdiger von Neukirchen, welcher das Wasserschloss in Mellenthin als Stammsitz der Familie erbauen ließ, und der Ilsabe von Eickstedt aus dem Haus Rothenklempenow. Er wurde am 25. Juli 1567 „auff dem Hause Mellintin in diese Welt geboren“ Nach einer anfänglichen Ausbildung in Anklam beim dortigen Rektor Magister Daniel Schütze zog er mit 16 Jahren nach Leipzig und Jena, um die dortigen Universitäten zu besuchen. Danach ging er an den Hof des Herrenmeisters des Johanniterordens nach Schwedt und von dort an den Hof des Herzogs Ernst Ludwig von Pommern nach Wolgast, wo er als Hofjunker angenommen wurde. Kurz darauf wurde er zum Tafeldiener und „Vorschneider“ an der herzoglichen Tafel ernannt, in welchem Dienst er bis zum Tod Ernst Ludwigs 1592 verblieb. Anschließend folgte er der Witwe Sophia Hedwig auf ihren Witwensitz nach Loitz. Nach dem Tod des Vaters (1594) begab sich Christoph von Neuenkirchen gemeinsam mit seinem Freund Henning von der Osten auf eine Bildungsreise (siehe Grand Tour) durch Deutschland, Frankreich, England und die Niederlande. Zurückgekehrt übernahm er als ältester Sohn die Verwaltung der Lehngüter.
Von Herzog Philipp Julius wurde er zum Hauptmann der Ämter Usedom und Pudagla ernannt. Da er sich in diesem Amt bewährte, erfolgte später die Ernennung zum Schlosshauptmann von Wolgast und Geheimen Rat des Herzogs Philipp Julius. Im Jahr 1603 fand Christoph von Neuenkirchen erstmals als Amtmann auf Usedom urkundlich Erwähnung. Zum Amt Usedom gehörte seit der Reformation auch der umfangreiche Grundbesitz des Klosters Pudagla auf der Insel Usedom. Durch seinen eigenen Grundbesitz und die Verwaltung des herzoglichen Grundbesitzes auf Usedom, zu dem später durch die zusätzliche Übernahme der Amtshauptmannschaft von Wolgast noch weitere Besitzungen im Nordwesten und im äußersten Osten (Westswine) der Insel kamen, war er zu Beginn des 17. Jahrhunderts der mächtigste Mann auf der Insel Usedom.
Als Schlosshauptmann des Wolgaster Schlosses geriet er in den Wirren des Dreißigjährigen Krieges bei Kämpfen zwischen König Christian IV. von Dänemark und Wallenstein um Wolgast im Jahr 1628 kurzzeitig in Kriegsgefangenschaft. Nach dem Tod des letzten pommerschen Herzogs, Bogislaw XIV., verließ er, wie andere ehemalige herzogliche Ratgeber auch, sein Heimatland und siedelte nach Lübeck über.
Von seinem Bruder, dem Hofmarschall Hans von Neuenkirchen, erbte er nach dessen Tod 1624 das von jenem als Pfand des letzten Wolgaster Herzogs Philipp Julius erworbene Amt Lindenberg sowie das in unmittelbarer Nachbarschaft angrenzende, ebenfalls als Pfand erworbene mecklenburgische Amt Ivenack.
1641 errichtete er in der Hansestadt Lübeck sein Testament. In diesem begünstigte er vor allem, da er keine eigenen Kinder hatte, seinen Schwestersohn Joachim Kühne von Owstin, aber auch den mecklenburgischen Herzog Adolf Friedrich I.

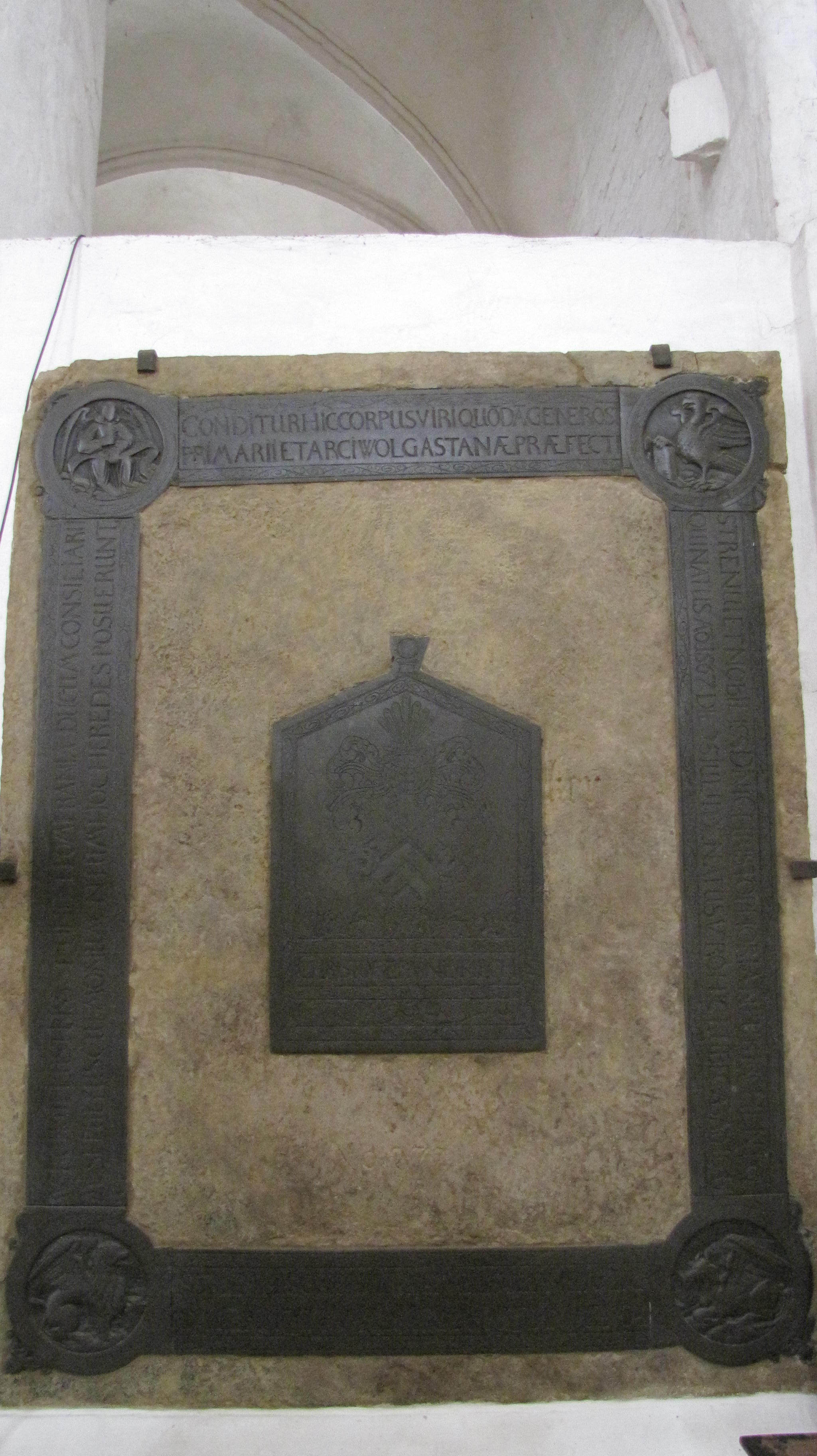
Grabstein in St. Marien

Er verstarb kinderlos in Lübeck und wurde dort in der Marienkirche begraben. Jacob Kockert, Johann Kirchmann und der Jakobipastor Gerhard Winter (1589–1661) schrieben ihm Trauerschriften. Seine Grabplatte mit einer lateinischen Inschrift ist dort auf der Südseite des Chorumgangs am vierten Chorpfeiler erhalten. Sein umfangreicher Grundbesitz wurde unter den zahlreichen Erben verteilt und gelangte bald nach 1648 mit der Einrichtung von Schwedisch-Pommern in schwedische Hände (siehe auch: Schloss Wrangelsburg und Wasserschloss Mellenthin).

## Literarische Verarbeitung
Der Usedomer Inselchronist Robert Burkhardt veröffentlichte 1911 einen Roman unter dem Titel: „Der letzte Neuenkirchen“. In dem bekannten Roman Maria Schweidler, die Bernsteinhexe des Koserower Pfarrers Wilhelm Meinhold spielt ebenfalls ein Junker von Neuenkirchen mit, der als edler Ritter den Gegenpart zum bösen Amtmann Appelmann gibt. Hinter der beiden Figuren verbergen sich offensichtlich Christoph von Neuenkirchen und Peter Appelmann, der unter der schwedischen Königin Christina Pächter des Amtes Pudagla und zeitweise sogar Gouverneur aller ihrer Besitzungen in Schwedisch-Pommern gewesen war. Tatsächlich können sich diese beiden Personen jedoch nie begegnet sein, denn Christoph von Neuenkirchen war längst tot als Appelmann in Pommern auftauchte.